# Laura Ashley (azienda)

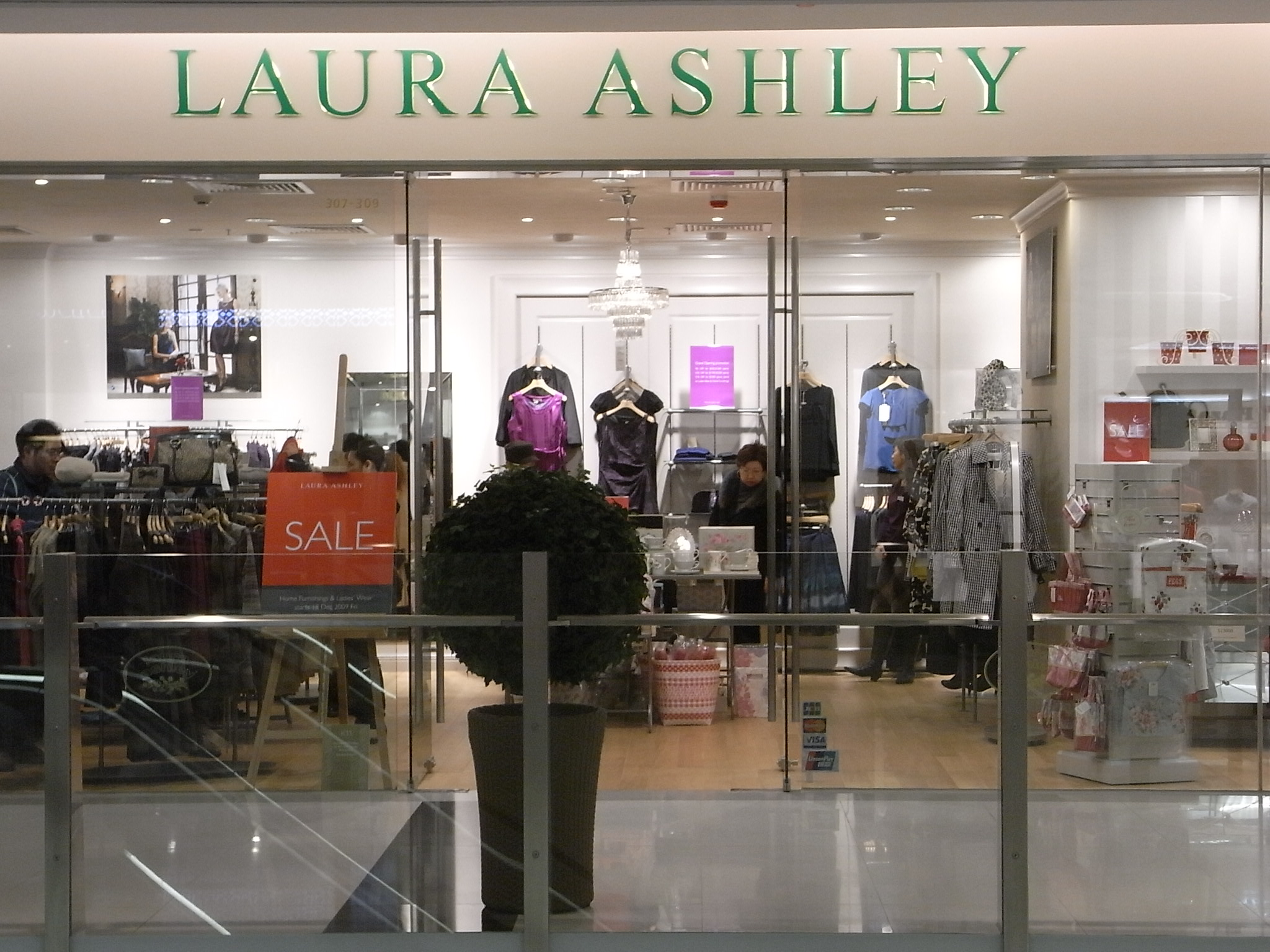
Un negozio di Laura Ashley

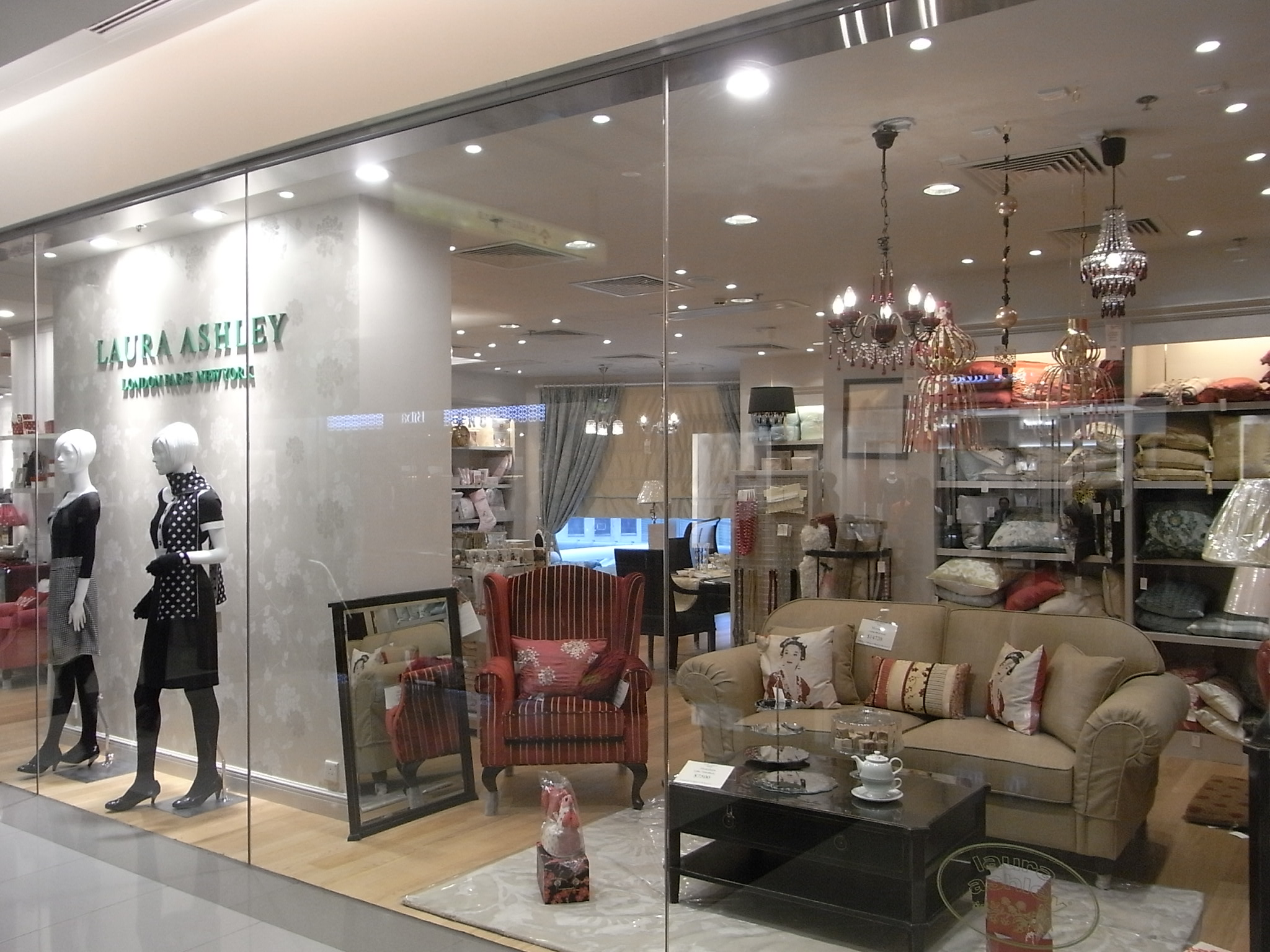
Prodotti di Laura Ashley

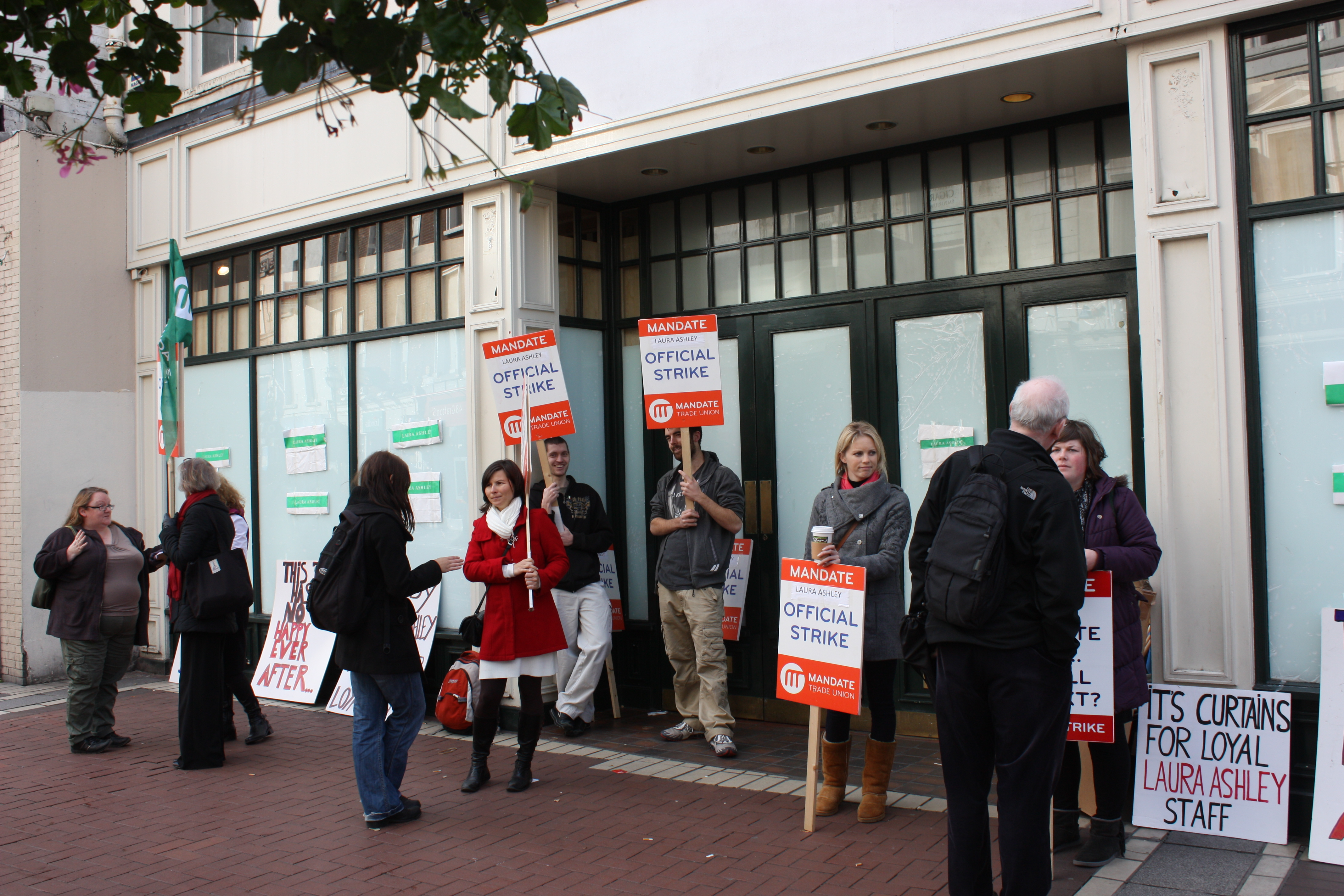
Sciopero davanti ad un negozio di Laura Ashley nel 2010

La Laura Ashley plc è una celebre casa di moda e design tessile per interni con sede principale a Londra, fondata nel 1953 da Laura Montney Ashley (1925-1985) e dal marito Bernard Albert Ashley (1926-2009). Dal 1998 è  controllata dal gruppo malese MUI.

## Storia

### Gli anni cinquanta: gli inizi
Alle origini della nascita dell'azienda, vi è l'attività di Laura Montney, una donna originaria del Galles, la quale, dopo il matrimonio con Bernard Ashley, avvenuto nel 1949, iniziò a disegnare nel proprio appartamento di Pimlico (Londra) foulard, stuoie e tovaglioli che rifornivano il John Lewis Department Store. Fonte di ispirazione furono alcuni modelli che la Montney-Ashley aveva visto nel Victoria and Albert Museum di Londra.
Nel 1953, la coppia si trasferì nel Kent, per fondare una propria azienda, la Ashley Mountney Company, ditta che produceva tessuti basati su temi comuni nel corso del XIX secolo.
Nello stesso anno, un foulard prodotto dalla compagnia fu indossato dall'attrice Audrey Hepburn nel film Vacanze romane, una circostanza che contribuì al successo del marchio.
Sin dagli inizi, i prodotti della ditta rifornivano i negozi John Lewis, Heal's e  Liberty di Londra e venivano venduti anche all'estero, da Parigi ad Amsterdam, dagli Stati Uniti all'Australia.
L'attività rischiò tuttavia di fallire a causa dell'esondazione del fiume Darent.

### Gli anni sessanta
Nel 1961, per espresso desiderio di Laura Ashley, che desiderava tornare nella terra natia, la coppia aprì un'azienda a Carno, nei pressi di Newtown, nel Montgomeryshire.

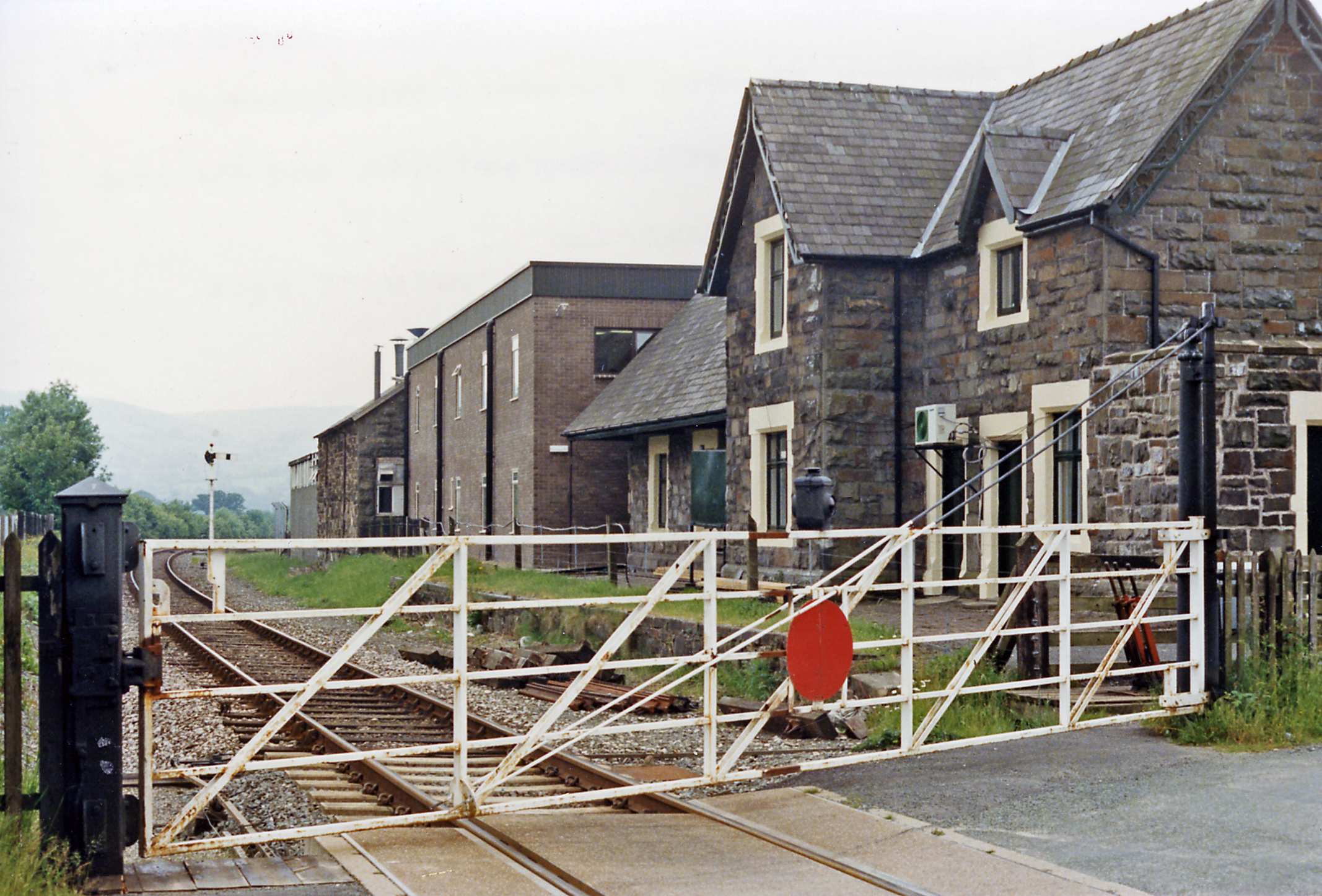
L'edificio di Carno dove iniziò l'attività della compagnia in Galles

In seguito, Bernard Ahsley decise di cambiare il nome della ditta in "Laura Ashley", in quanto un nome femminile appariva più appropriato.  Così, nel 1968, fu aperto nella Pelham Street South Kensington (Londra) il primo negozio con il nome "Laura Ahsley".
L'anno seguente, fu aperto un altro negozio nella capitale britannica, nella Fulham Road.

### Gli anni settanta
Nel 1970, i proventi della ditta ammontavano a circa 300.000 sterline l'anno.
Nel 1972, fu aperto il primo negozio di "Laura Ashley" all'estero, segnatamente a Ginevra.
In seguito, nel corso della metà degli anni settanta, furono aperti negozi con il nome "Laura Ashley" anche in altre città europee, quali Parigi, Bruxelles, Düsseldorf, ecc. ed extra-europee quali San Francisco ..

### Gli anni ottanta
Nella prima metà degli anni ottanta, Bernard e Laura Ashley decisero di quotare la società in borsa, decisione che si rivelò un successo..
Proprio in questo periodo, la ditta subì però anche un duro colpo, la morte della sua fondatrice Laura Ashley, avvenuta il 17 settembre 1985 per le conseguenze di un incidente domestico. Dopo questo tragico evento, il Sunday Times scrisse che la compagnia "aveva perso la sua essenza".
Nel 1987, la ditta era operativa in 13 Paesi del mondo.

### Gli anni novanta
Negli anni novanta la compagnia contava centinaia di negozi in tutto il mondo.
Tuttavia, una struttura così decentralizzata e di difficile controllo fu alla base di ingenti perdite in bilancio, che nel 1990 ammontavano ad 11,5 milioni di sterline. La compagnia fu però salvata grazie all'intervento di una ditta giapponese, la Aeon.
Nel 1991, fu nominato alla guida della società (ruolo rimasto vacante per 13 mesi) lo statunitense Jim Maxmin, che nei due anni successivi riportò la compagnia in attivo. Maxmin lasciò la propria carica nel 1994.
Tra il 1990 e il 1995 furono tuttavia chiuse sei fabbriche e andarono persi 1.500 posti di lavoro.
Nel 1995, la società contava perdite di bilancio pari a 31 milioni di sterline e la ditta fu costretta a tagliare 200 posti di lavoro, metà dei quali nel Regno Unito, i restanti nei quartier generali degli Stati Uniti e dei Paesi Bassi.
Nel 1996, sotto la guida di Ann Iverson, furono chiusi 40 dei 200 outlet presenti negli Stati Uniti. Al loro posto, furono aperti dei grandi magazzini per la vendita di oggetti di arredo per la casa e altri oggetti per donne e bambini.
Nel 1998, la compagnia fu acquisita dal gruppo malese MUI.